# Toutes griffes dehors (court métrage d'animation, 1946)
Pour plus de détails, voir Fiche technique et Distribution.
Toutes griffes dehors (Kitty Kornered) est un court métrage d'animation américain de la série Looney Tunes mettant en scène Porky Pig et Sylvestre le chat, réalisé par Bob Clampett et produit par la Warner Bros. Cartoons, sorti en 1946.